# فيرجينيا فابريغاس
فيرجينيا فابريغاس (بالإسبانية: Virginia Fábregas García)‏ هي ممثلة مكسيكية، ولدت في 17 ديسمبر 1871 في المكسيك، وتوفيت في 17 نوفمبر 1950 بمدينة مكسيكو في المكسيك.

## وصلات خارجية
- فيرجينيا فابريغاس على موقع IMDb (الإنجليزية)
- فيرجينيا فابريغاس على موقع أول موفي (الإنجليزية)
- فيرجينيا فابريغاس على موقع قاعدة بيانات الفيلم (الإنجليزية)
- فيرجينيا فابريغاس على موقع كينوبويسك (الروسية)